# Acanthella insignis
Acanthella insignis är en svampdjursart som beskrevs av Thiele 1898. Acanthella insignis ingår i släktet Acanthella och familjen Dictyonellidae.
Artens utbredningsområde är havet kring Japan. Inga underarter finns listade i Catalogue of Life.